# Farmleigh
Farmleigh (irisch Teach Farmleigh oder Teach Bhán na Feirme) ist seit 2001 die Gästeresidenz der irischen Regierung im Phoenix Park in Dublin.

## Entstehung
Das Originalgebäude wurde ursprünglich Mitte des 18. Jahrhunderts als zweigeschossiges georgianisches (klassizistisches) Gebäude für die Coote-Familie errichtet. In den 1870er Jahren wurde die nahe gelegene Farmleigh Bridge eröffnet. 1873 kaufte Edward Guinness, 1. Earl of Iveagh, das Gebäude und das Anwesen. Er veranlasste eine umfassende Sanierung von 1881 bis 1884 unter der Leitung des Architekten James Franklin Fuller. Weitere Anbauten erfolgten 1896 und 1901. Das Anwesen und Gebäude blieben in der Hand der Guinness-Familie bis 1999, als Edward Guinness, 4. Earl of Iveagh, beides für 29,2 Millionen Euro an den irischen Staat verkaufte. Durch das Office of Public Works wurden 23 Millionen Euro für die Herrichtung aufgewendet. Anwesen und Garten sind heute der Öffentlichkeit zugänglich.